# هجابندی
هجابندی، تقطیع هجایی، تقسیم هجایی یا واجبری بخش کردن یک واژه به هجاهای آن است؛ چه در گفتار و چه در نوشتار یا اشاره.